# Sjöbergen

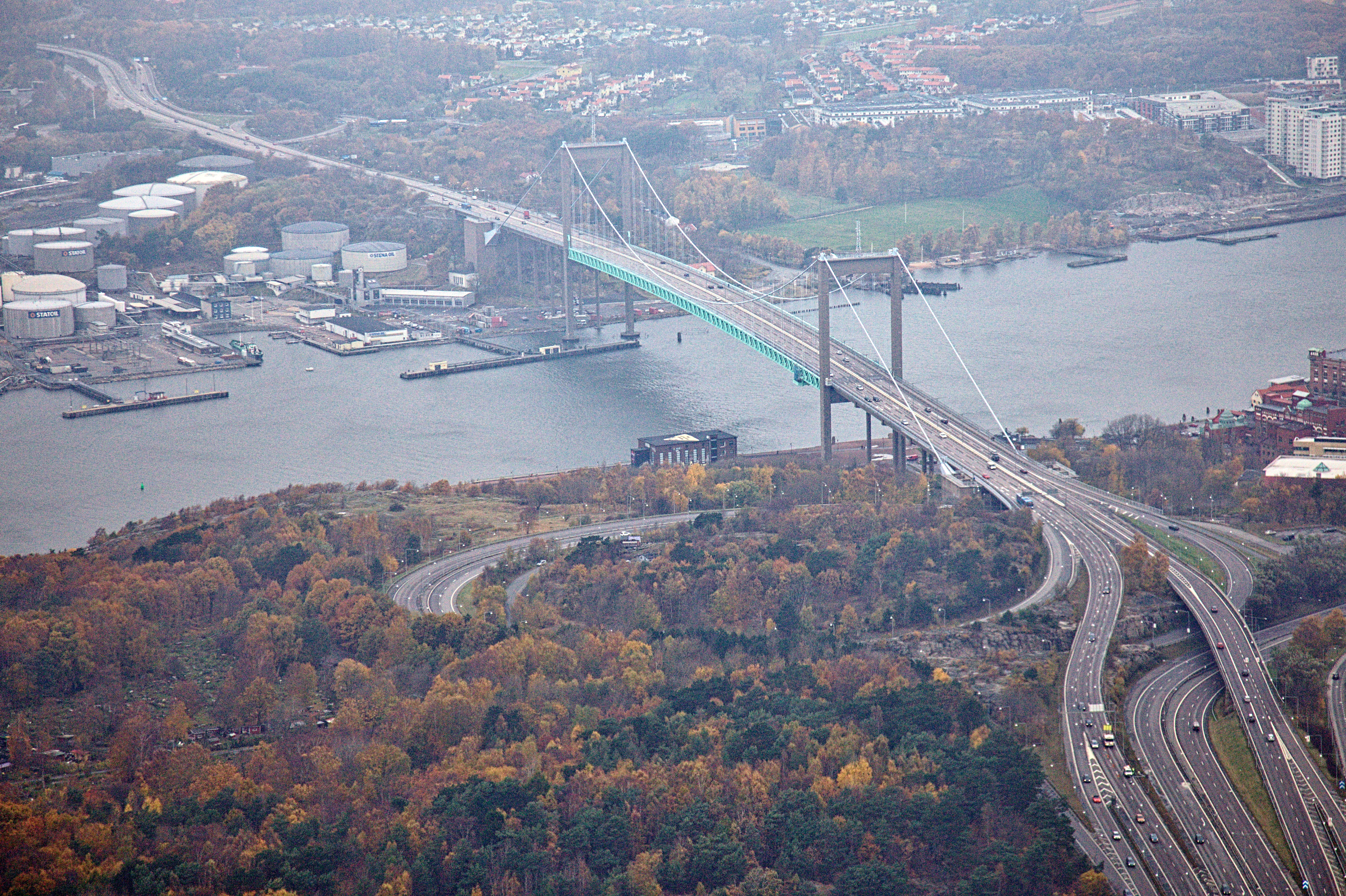
Älvsborgsbron, med Sjöbergen bredvid och runt södra brofästet i nedre halvan av bilden.

Sjöbergen är ett naturområde i västra Göteborg. Det är ett till stora delar skogbevuxet bergsområde sydväst om Älvsborgsbron och i anslutning till Kungssten. Sjöbergens koloniområde ligger inom området, och det används även som rekreationsområde. Förutom kolonistugor är området idag i stort sett helt obebyggt.

## Beskrivning
Sjöbergen är ett bergsområde vid Göta älvs mynning, nära havet. Det ligger huvudsakligen inom den västligaste delen av stadsdelen Sandarna, i dess basområde 51. I väster och söder ansluter det till Nya Varvet och Älvsborg. Kulturreservatet Röda sten vid södra brofästet av Älvsborgsbron ligger nedanför Sjöbergen i norr, med det gamla industriområdet vid Klippan i nordost. Söder om bergen avlöser Kungssten med villabebyggelse och både spårvagnar och en stor genomfartsled. I väster finns ett parkliknande - tidigare örlogsområde - nära bebyggelsen på Nya Varvet, där kontors- och skolverksamheter etablerats.
På själva Sjöbergen finns sedan 1976 två områden med kolonilotter, gemensamt benämnda Sjöbergens koloniområde. Idag finns även bland annat kaninuppfödning och biodling inom området. Bergsområdet i stort sett obebyggt, med undantag för kolonistugorna.
Vid sidan om koloniområdena används Sjöbergen som ett rekreationsområde för invånarna i omgivande stadsdelar. Bergsområdet i norr saknar till största delen skog, och höjderna erbjuder en god utsikt ut över älven, havet och staden. Området är populärt både för motion och picknick, med en cykelbana löpande i väst-östlig riktning nedanför.

## Historik

### Bakgrund
Smådjurshållning på Sjöbergen har funnits sedan 1930-talet, medan odlingslotterna i Sjöbergens koloniområde tillkom 1976. Tidigare bebyggelse på Sjöbergen inom Majorna första rote bestod av några torp. Bland annat bodde Göteborgs sista nattman, Gustaf Carlberg, som hade till arbetsuppgift att ta död på stadens uttjänta husdjur i området mellan 1899 och 1945, och i samband med hans verksamhet anlades en djurkyrkogård.

### Framtiden
Sjöbergen och dess koloniområde ligger som många andra koloniområden på mark som är attraktiv för den växande staden. Sjöbergens läge ovanför hamninloppet och mellan de omtyckta bostadsområdena Nya Varvet, Kungsten och Sandarna gör området intressant för exploatering, och dess framtid har i flera års tid diskuterats i Göteborgs stads byggnadsnämnd. En föreslagen lösning som får stöd i tjänsteutlåtanden vill begränsa exploateringen till trafikmotet vid uppfarten till Älvborgsbron så att Sjöbergen kan bevaras för rekreation.

## Källhänvisningar
1. ↑  "SDN Majorna-Linné med primär- och basområden". Arkiverad 28 juli 2014 hämtat från the Wayback Machine. Goteborg.se. Läst 25 juli 2014.
2. ↑  "Sjöbergen". Arkiverad 28 juli 2014 hämtat från the Wayback Machine. Goteborg.se. Läst 25 juli 2014.
3. ↑  "Om". Arkiverad 12 augusti 2014 hämtat från the Wayback Machine. Sjöbergens Norra odlarförening. Läst 23 juli 2014.
4. ↑  "Sjöbergen - Sandarne.". majgrabbar.se. Interaktiv karta "Majorna i våra hjärtan" med bilder från sent 1800-tal och informationstexter. Läst 23 juli 2014.
5. ↑  "I nattmansbostället i Sandarna bodde landets siste nattman" (ur Gamla majgrabbars tidning 1970). Gamla Majgrabbar. Läst 23 juli 2014.
6. ↑  (nämndhandlingar beträffande Sjöbergens framtid). Läst 23 juli 2014.